# Bowmanville
Bowmanville es una ciudad de la provincia de Ontario, Canadá situada cerca de 55 km al este de Toronto y cerca de 15 km al este de Oshawa en las autovías Kingston que une Toronto con Kingston, y Scugog que discurre hacia el norte hasta Caesarea. Desde los años 50, Bowmanville ha quedado comunicado por la autovía 401 en la que dispone de tres intercambiadores: Waverly Road--Durham Road 57 (Salida 431), Liberty Street--Durham Road 14 (Salida 432) y Bennett Road (Salida 435), que también se utiliza por la comunidad de jubilados de Wilmot Creek a orillas del Lago Ontario. El intercambiador con las autovías 35 y 115 a Lindsay y Peterborough (Salida 436) se encuentra 500 metros al este de Bennett. 
Bowmanville está en la parte centro-occidental de Clarington y alberga cerca del 30% de la población de término municipal desde 1993. Bowmanville fue un municipio hasta la concentración local de 1993 y hasta entonces estaba rodeada por Darlington County al oeste y Clarke Township al este. Bowmanville está también a alrededor de 5km al sur de Port Perry y cerca de 65 km al sudoeste de Peterborough

## Localidades más próximas
- Oshawa, al oeste
- Courtice, al oeste
- Newcastle, al este
- Orono, al nordeste

## Geografía e información
- Población: 30.000 habitantes
- Altura sobre el nivel del mar: 150 m
- Latitud: 44° 48′ N
- Longitud: 78° 42′ O
- Código de área: +(00)1-905
- Código postal: L1C

Bowmanville, equivalente en inglés a "Bowman's Village", está situada en un terreno agrícola, que se formó a finales del siglo XVIII por el desarrollo de los negocios y los establecimientos procedentes de Bowmanville Creek. A principios del siglo XIX, los negocios se centralizaron en un edificio de la Vanstone Mill. El Mill, situado ahora en la intersección de la autovía 2 y Scugog St., fue el 'motor económico' inicial de Bowmanville, y su éxito – primero bajo la gestión de John Burk, y después de Charles Bowman (del cual posiblemente tomó nombre la ciudad)- condujo a una proliferación de negocios subsidiarios y construcción de viviendas en aquel extremo del Valle de Mill.
Los bosques cercanos están formados básicamente por pinos, olmos, abedules y robles, y se extienden por el valle de Scugog y a las montañas tanto del norte como de sur. Las tierras de cultivo inicialmente ocupaban el centro de Bowmanville hasta que se produjo el incremento de la población, que dio lugar a la creación de un nuevo núcleo urbano a principios del siglo XIX.
Bowmanville tiene una fábrica de Goodyear, la histórica Fundición Bowmanville Foundry, la Darlington Nuclear Station, unos cuarteles de la policía montada del Canadá, y una Marina de aguas profundas en el Lago Ontario. Bowmanville fue finalista del proyecto ITER. Mucha gente que vive en Bowmanville trabaja para la General Motors de Canadá situada cerca de Oshawa, o trabaja en Toronto utilizando la 401, o el tren Go que parte de Oshawa. Bowmanville se ha transformado en una "ciudad dormitorio", ya que la mayoría de sus habitantes trabajan fuera de la ciudad, regresando para descansar y divertirse. Bowmanville dispone de un pequeño servicio de autobús urbano. 
Bowmanville está partida en dos por la línea del ferrocarril de CN mientras que las líneas de la CP discurren por el sur de la población. Bowmanville tiene su propio sistema de tráfico, y ahora forma parte de la Región Este de la Durham Region Transit East Region, disponiendo de conexiones con el GO Transit y VIA Rail. El Río Scugog corre al oeste del núcleo urbano de Bowmanville. Bowmanville dispone de 3 campos de golf, 1 gran complejo recreativo (el Garnet B. Rickard Recreational Centre), un centro de fútbol cubierto, y el autódromo Mosport Park, en el que se celebran carreras auspiciados por CASCAR, el SCCA y la American Le Mans Series.
Dispone también del mayor zoológico privado del Canadá, el Zoo de Bowmanville. Los residentes en el zoo han aparecido en películas, incluido el ahora fallecido Bongo en ‘Ghost in the Darkness’ (Fantasmas en la oscuridad). Los elefantes realizan en ocasiones paseos por la ciudad y también han realizado una aparición en el primer partido de fútbol de la temporada en la Bowmanville High School. También se conoce a Bowmanville como lugar de nacimiento del creador del "Home Dentistry Kit", Derek Steele. Un museo del hockey con un coste de 2 millones de dólares, que se llamará "Total Hockey" se está construyendo en el Rickard Recreational Centre, y albergará la colección de hockey de 1300 piezas de Brian McFarlane, Muchos ciudadanos consideran que el museo es un fiasco del actual alcalde.

## Historia
El éxito de Vanstone Mill, alimentado por el programa de la Corona para facilitar terrenos, produjo una rápida expansión de Bowmanville en los primeros años del siglo XIX. Bajo la mirada de generosos comerciantes locales, tales como John Simpson y Charles Bowman, se vendieron con frecuencia pequeñas propiedades para promocionar el que la gente se estableciera y creara pequeños negocios. Pronto la ciudad dispuso de una economía equilibrada, y gradualmente empezó a intervenir en transporte marítimo y ferroviario, metalurgia, y pequeños negocios generales (incluidos los de curtidos, confección textil, ganadería e intercambio comercial de mercaderías).
En el tiempo de los Estados Confederados de América, Bowmanville era una población vital, próspera y en crecimiento, con una gran comunidad presbiteriana escocesa, y con toda clase de agricultores, obreros y profesionales cualificados que hacían de la ciudad su hogar. Con una estabilidad económica y disponibilidad de terrenos para la construcción de viviendas, la población pronto contó con varias nuevas iglesias, cada una prevista para albergar fieles anglicanos, presbiterianos, metodistas y otros protestantes.
Actualmente, la Iglesia Anglicana de San Juan (St. John's Anglican Church), la iglesia Presbiteriana de San Andrés (St. Andrew's Presbyterian Church), la iglesia Unida de San Pablo (St. Paul's United Church) y la impresionantemente adornada iglesia Unida de la Trinidad (Trinity United Church) (sede de una vieja iglesia presbiteriana) siguen atendiendo a la comunidad. Todos estos edificios, muy adecuadamente, se encuentran en o cerca de la calle de la Iglesia (Church Street).
Los negocios locales organizados y modernizados en el siglo XX, con las fábricas de Dominion Organ and Piano, la Bowmanville Foundry y la Goodyear Rubber and Tire Co., generan trabajo estable a la siempre creciente población laboral de Bowmanville. Incluso, Goodyear va más lejos y proporciona cómodo alojamiento para sus empleados, y la actual avenida Carlisle (construida por el magnánimo presidente de Goodyear W.C. Carlisle) hacia 1910, todavía se mantiene como uno de los ejemplos mejor conservados de construcción industrial.
La educación evolucionó por etapas desde las filosofías Ryersonianas de su época (vinculadas a la Ryerson University), el advenimiento de la Escuela Pública Central (1889) y la Bowmanville High School (1890), (ambas con edificios diseñados por el arquitecto de Whitby (Ontario) A. A. Post) hasta llegar a ser un ejemplo de filosofía educativa, expansión e innovación para los ciudadanos de la provincia, según el entonces primer ministro de Ontario Oliver Mowat.
A medida que la población crecía y prosperaba, llegó a Bowmanville la gran era de la arquitectura y el refinamiento en la construcción. Existen muestras excelentemente conservadas de los estilos italianizantes, neogóticos, coloniales, y de arquitectura "Reina Ana", lo que contribuye al atractivo y sentido histórico que la vieja ciudad emana.
La mayor parte de la herencia arquitectónica residencial y comercial de Bowmanville se perdió o se vio amenazada por la irreflexiva demolición y moderno desarrollo de los años 1950-1980, pero un renacimiento en los últimos años del siglo XX en la valoración y atención (por parte de historiadores locales y miembros del Local Architectural Conservation Advisory Committee) ayudaron a preservar los preciosos remanentes de épocas pasadas.
Bowmanville se mantuvo como una ciudad independiente hasta que el gobierno regional creó la Municipalidad Regional de Durham, a partir de los condados de Ontario y Durham a principios de los años 70.
Nuevos desarrollos en la construcción se produjeron en los años 50, en las proximidades de Bowmanville, y hacia los años 70 se expandieron por la zona norte, prosiguiendo hasta hoy. Entre los promotores de esta expansión deben citarse a Greenpark y Melody Homes & Tribute. Las casas de lujo se encuentran 4 Kilómetros al norte de Bowmanville. La población creció hasta los 10 000 habitantes en los 70, hasta los 20.000 en los 80, hasta los 25.000 en los 90 y hasta alrededor de los 30.000 en el 2005. En los 80, se amplió la autovía 401 a 6 carriles, y con posterioridad se añadieron 2 carriles a la autovía 2, al oeste de Bowmanville.